# ふたりごと
「ふたりごと」は、RADWIMPSが2006年5月17日にリリースした、メジャー3作目、通算6作目のシングル曲である。

## 収録内容
| 全作詞・作曲: 野田洋次郎、全編曲: RADWIMPS。 |                |            |            |      |
| #                                            | タイトル       | 作詞       | 作曲・編曲 | 時間 |
| 1.                                           | 「ふたりごと」 | 野田洋次郎 | 野田洋次郎 | 4:17 |
| 2.                                           | 「ラバボー」   | 野田洋次郎 | 野田洋次郎 | 5:43 |
| 合計時間:                                    | 合計時間:      | 10:00      |            |      |

## 楽曲詳細
ふたりごと
スペースシャワーTV 2006年度5月期 POWER PUSH。
歌詞の中に六星占術の用語が使われている。その他に大殺界が登場する。
野田洋次郎日記 （既に終了） には試作段階らしき歌詞が載せてあり、少し異なっている。
曲名の由来は、なかなか曲名が決まらずメンバーが考えているときに山口が、「ひとりごと」と言ったことから。
アルバム『RADWIMPS 4〜おかずのごはん〜』には「ふたりごと〜一生に一度のワープver.」として1曲目に収録されている。後にリリースされるライブDVDでも、このバージョンで演奏されたものが収録されている。その後のライブでも本バージョンが演奏されている。
2022年11月28日放送の「CDTVライブ!ライブ!」で発売から約16年半を経てテレビ初披露された。
ミュージック・ビデオは島田大介制作。
ラバボー
「ラバボー」は「Loveable」のカタカナ書き。母のことを歌った歌。
2022年12月27日の「ボクンチ忘年会2022」にて、10年以上ぶりにライブで披露された。

## 参加ミュージシャン

### RADWIMPS
野田洋次郎 - Vocal & Guitar
桑原彰 - Guitar & Chorus
武田祐介 - Bass & Chorus
山口智史 - Drums & Chorus

“ラバボー”
- 野田洋次郎 : organ
- 桑原彰 : ukulele

## カバー
ふたりごと
- 赤澤遼太郎 - 2022年6月15日より配信限定シングルとしてリリース。カバーソングプロジェクト『CrosSing』の楽曲として公開。